# جبريل سواريس دي سوزا
جبريل سواريس دي سوزا (بالبرتغالية: Gabriel Soares de Sousa‏) هو مستكشف وكاتب وفلاح ومؤرخ وعالم نبات برتغالي، ولد في 1540 في مملكة البرتغال في البرتغال، وتوفي في 1592 في باهيا في البرازيل.